# Бронепоезд 14-69 (пьеса)
«Бронепоезд 14-69» — пьеса в 4-х действиях, 8 картинах Всеволода Иванова, написанная им в 1927 году по мотивам одноимённой повести.

## История создания
В середине 1920-х годов руководство Художественного театра в поисках добротной современной драматургии обратилось к талантливым молодым писателям — в их числе были М. Булгаков, К. Тренёв, В. Катаев и Вс. Иванов — с предложением создать пьесы для МХАТа, в ряде случаев — на основе уже существующих произведений; так родились «Дни Турбиных» М. Булгакова, так же, на основе собственной одноимённой повести, в непосредственном сотрудничестве с режиссёрами театра, Вс. Иванов написал пьесу «Бронепоезд 14-69».
Пьеса была написана к 10-летию Октябрьской революции, поставлена под художественным руководством К. С. Станиславского, Ильёй Судаковым и Ниной Литовцевой. Премьера во МХАТе состоялась 8 ноября 1927 года. Однако днём раньше, 7 ноября 1927 года, состоялась премьера «Бронепоезда 14-69» в Ленинградском театре драмы, которая и стала первой постановкой пьесы Вс. Иванова.

## Действующие лица
- Капитан Незеласов — начальник бронепоезда
- Прапорщик Обаб
- Пеклеванов
- Вершинин
- Васька-Окорок
- Знобов

## Сценическая судьба
В 1927 году, вслед за МХАТом, пьеса была поставлена Одесским русским драматическим театром, Бакинским рабочим театром (в роли Васьки-Окорока — Михаил Жаров). В 1928 году спектакль поставил в Ярославском театре режиссёр М. Т. Строев, тогда же в 1-м Государственном театре Армении спектакль поставил режиссёр Фрид (Вершинин — Рачия Нерсесян), в театре «Березиль» режиссёр Б. Тягно. В 1929 году спектакль был поставлен в театре им. Хамзы в Ташкенте, театре им. Янки Купалы в Минске, Казанском русском театре (режиссёр А. Л. Грипич, Вершинин — П. Герага). В 1929 году пьесу поставил Красноярский театр.
В дальнейшем пьеса ставилась значительно реже; известны постановки Малого театра, Горьковского ТЮЗа (1957), Башкирского академического театра драмы. В 1976 году на Всесоюзном радио был создан радиоспектакль «Бронепоезд 14-69», поставленный Борисом Дубининым; роли в нём исполняли: Незеласов — Юрий Яковлев, Пеклеванов — Юрий Каюров, Вершинин — Пётр Щербаков, Васька-Окорок — Всеволод Шиловский, Знобов — Михаил Жигалов, Варя — Елена Шанина, Обаб — Роман Филиппов, фон Кюн — Алексей Борзунов. В этом же цикле спектакли по пьесе были записаны в 1928 году и в 1951 году.
Пьеса переводилась на языки народов СССР. В Грузинской ССР шла под названием «Анзор» (в переработке С. Шаншиашвили). За рубежом пьеса Вс. Иванова ставилась в Театре интернационального действия в Париже (1932; режиссёр Леон Муссинак, художник Альтман), в драматической секции Австралийского рабочего художественного клуба (Сидней, 1932); в Софийском Народном театре (1950); в Польше — во Вроцлавском театре (1951) и Государственном Польском театре в Варшаве (1953, режиссёр Шиллер); в Лейпцигском театре (1953); в Народном театре в Белграде (1957), в театре Румынской Народной Армии в Бухаресте (1956) и других.

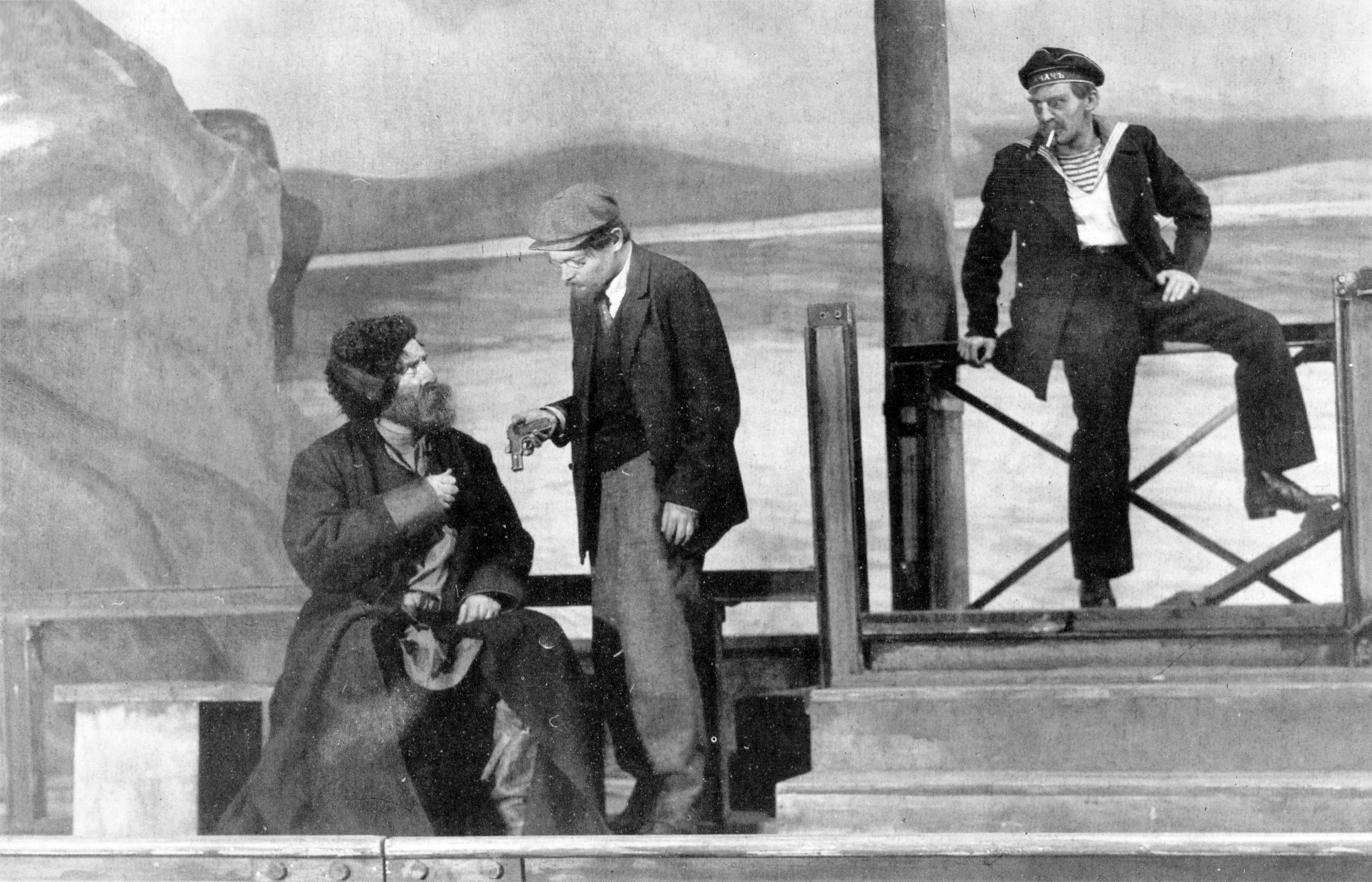
«Бронепоезд 14-69» на сцене МХАТ, 1927 год
В центре Николай Хмелёв

### Известные постановки
- 1927 — Ленинградский театр драмы. Режиссёр — Петров, художник — Акимов. Роли исполняли: Вершинин — Симонов, Пеклеванов — Жуковский, Незеласов — Певцов. Премьера состоялась 7 ноября 1927 года — первая постановка[2].
- 1927 — МХАТ, 8 ноября 1927 года. Режиссёры — Илья Судаков и Нина Литовцева, художественный руководитель постановки К. С. Станиславский; художник — В. А. Симов[8]. Роли исполняли: Вершинин — Качалов, Пеклеванов — Хмелёв, Семён Семёнович — Вишневский, Васька-Окорок — Баталов, Син Бин-у — Кедров, Семёнов — Добронравов, Незеласов — Прудкин, Обаб — Станицын, Надежда Львовна — Книппер-Чехова, Маша — Тарасова, Варя — Андровская, Серёжа — Комиссаров[2].
- 1936 — Малый театр. Режиссёр — Л. А. Волков. Художник Н. А. Меныпутин. Композитор П. А. Ипполитов[9]. Роли исполняли: Вершинин — Ковров, Пеклеванов — Васенин, Васька-Окорок — Светловидов[2].